# Oak Island (Caroline du Nord)
Pour les articles homonymes, voir Île Oak et Oak Island (Texas).
Oak Island est une ville américaine située dans le comté de Brunswick dans l'État de Caroline du Nord. En 2010, sa population était de 6 783 habitants.

## Démographie
| 2000  | 2010  | - | - | - | - |
| ----- | ----- | - | - | - | - |
| 6 571 | 6 783 | - | - | - | - |

## Source de la traduction
- (en) Cet article est partiellement ou en totalité issu de l’article de Wikipédia en anglais intitulé « Oak Island, North Carolina » (voir la liste des auteurs).